# 圣伊莱尔迪阿库埃
圣伊莱尔迪阿库埃（法語：Saint-Hilaire-du-Harcouët，法語發音：[sɛ̃t‿ilɛʁ dy aʁkwɛ]），法国西北部城市，诺曼底大区芒什省的一个市镇，隶属于阿夫朗什区，其市镇面积为46.97平方公里，2022年1月1日时人口数量为5,735人，在法国城市中排名第1,836位。
圣伊莱尔迪阿库埃位于芒什省南部，塞吕讷河畔，是一个区域性的中心城市，多条公路在此交汇。圣伊莱尔迪阿库埃因当地的香肠而闻名，被媒体称为“香肠之都”（capitale de la saucisse）。

## 地名来源
“圣伊莱尔”最初于1040年以拉丁语“Sanctus Hylarius”的形式被记载，后者为诺曼底的一个天主教圣人。
“阿库埃”来源于当地领主“Harscoitus”，该后缀自1801年起成为当地官方名称的一部分。
因翻译标准不同，“Saint-Hilaire-du-Harcouët”在部分中文资料中被译为圣伊莱尔-迪阿库埃。

## 历史
圣伊莱尔迪阿库埃成立于2016年1月1日，由圣伊莱尔迪阿库埃、圣马丹德朗代勒和维雷三个市镇合并而成，其中政府驻地为圣伊莱尔迪阿库埃，新组成的市镇亦沿用此名。
根据当地官方网站的论述，圣伊莱尔迪阿库埃位于布列塔尼、诺曼底和卢瓦尔河地区三个大区的交界处，因此当地又被称为“三省路口”（Carrefour des 3 Provinces）。

### 圣伊莱尔迪阿库埃

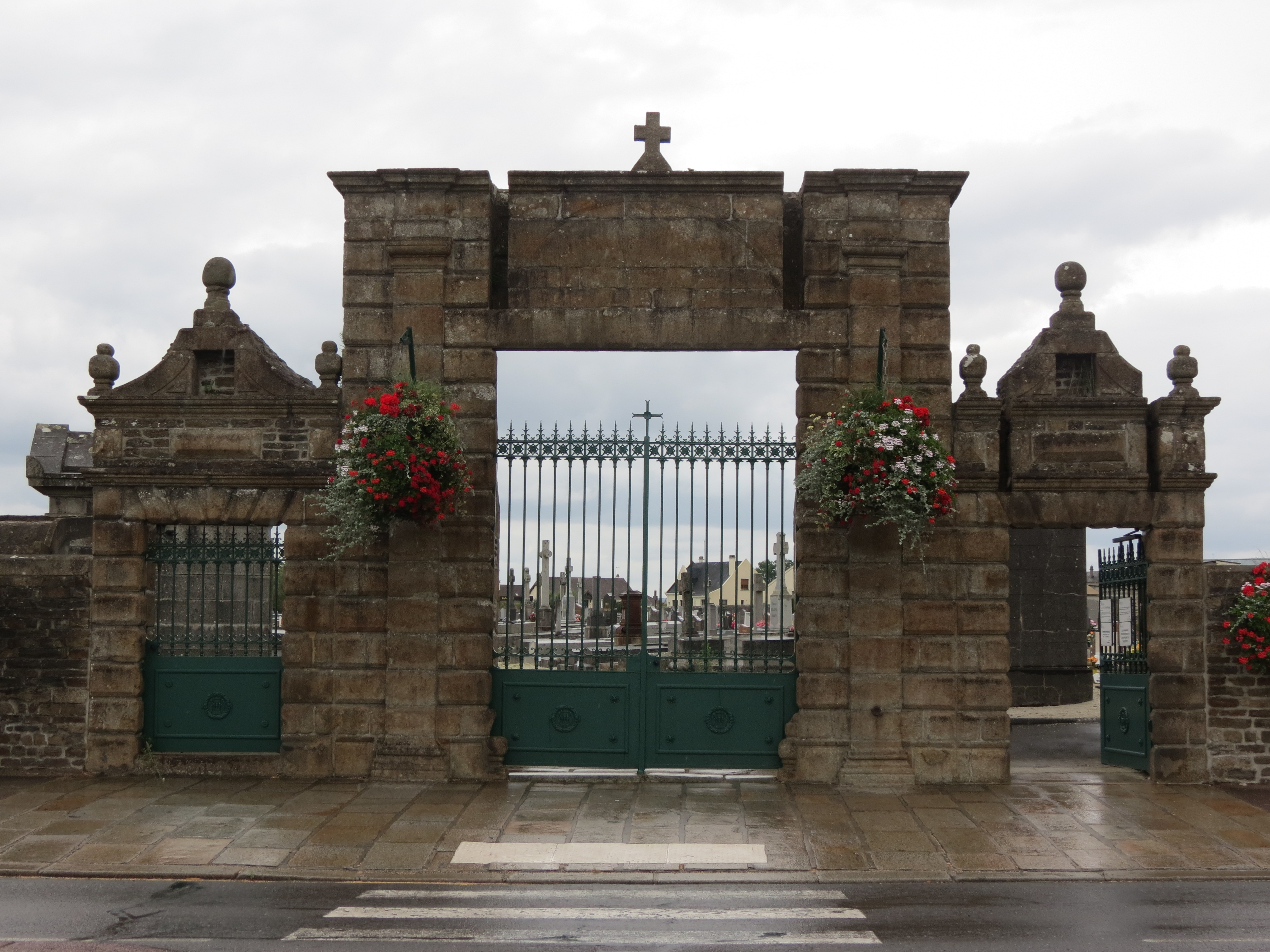
圣伊莱尔迪阿库埃市政公墓

圣伊莱尔迪阿库埃始建于中世纪中期，彼时该区域为诺曼底公国的一处领地，靠近布列塔尼以及曼恩，因其战略性的地理位置而于1083年被莫尔坦伯爵罗贝尔开辟为一处城塞。12世纪初，安茹伯爵若弗鲁瓦五世率兵征服诺曼底，圣伊莱尔领主Harscoitus曾发起抵抗但未能成功，此后该区域被金雀花王朝继承。中世纪末期，圣伊莱尔迪阿库埃失去了军事战略地位，当地城镇有所衰落。法国大革命后，圣伊莱尔成为芒什省的一部分，并在1802至1926年间隶属于莫尔坦区。工业革命期间，途径圣伊莱尔迪阿库埃的栋弗龙－蓬托博和圣伊莱尔迪阿库埃－富热尔两条铁路相继建成，后因客流较小而于1938年关闭。1944年的吕蒂希行动中，圣伊莱尔迪阿库埃遭到严重的轰炸，当地80%的建筑物被损毁。
在地方文化研究方面，当地的历史爱好者乔治·多德芒（Georges Dodeman）和雅克丽娜·吉纳博（Jacqueline Guinebault）夫妇对圣伊莱尔迪阿库尔近百年的历史进行了详细论述。

### 圣马丹德朗代勒

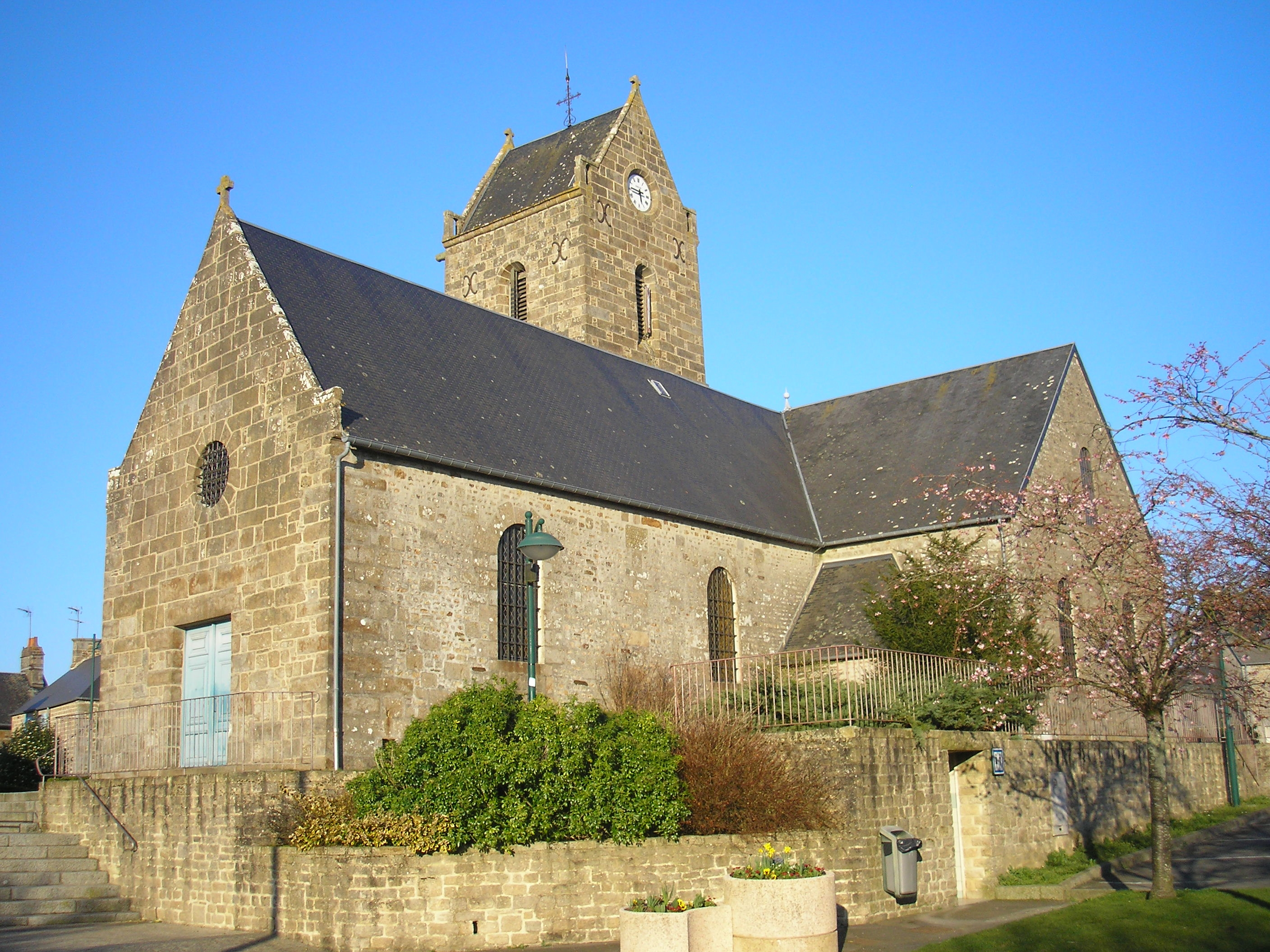
圣马丁教堂

圣马丹德朗代勒的早期历史尚不清楚，自中世纪中期起当地每年11月初举办“圣马丹狂欢节”（La Foire Saint-Martin）。法国大革命后，圣马丹德朗代勒成为芒什省的一个独立市镇。

### 维雷
根据当地官方网站的论述，古典时期一条连接阿夫朗什和栋弗龙的道路由维雷附近通过。中世纪时，维雷长期为一处普通农业村落，当地教堂建成于12世纪。法国大革命后，维雷成为芒什省的一个独立市镇。19世纪后，当地人口数量有所下降。

## 地理

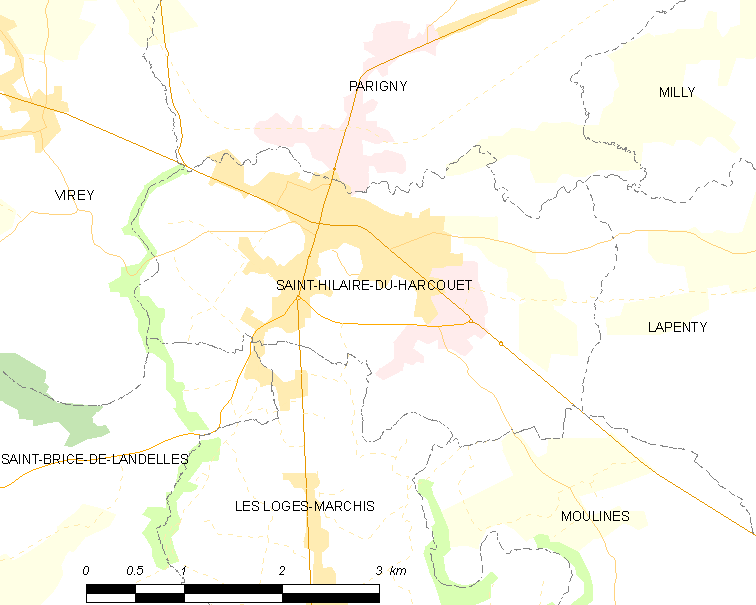
圣伊莱尔迪阿库埃（旧）市镇范围地图

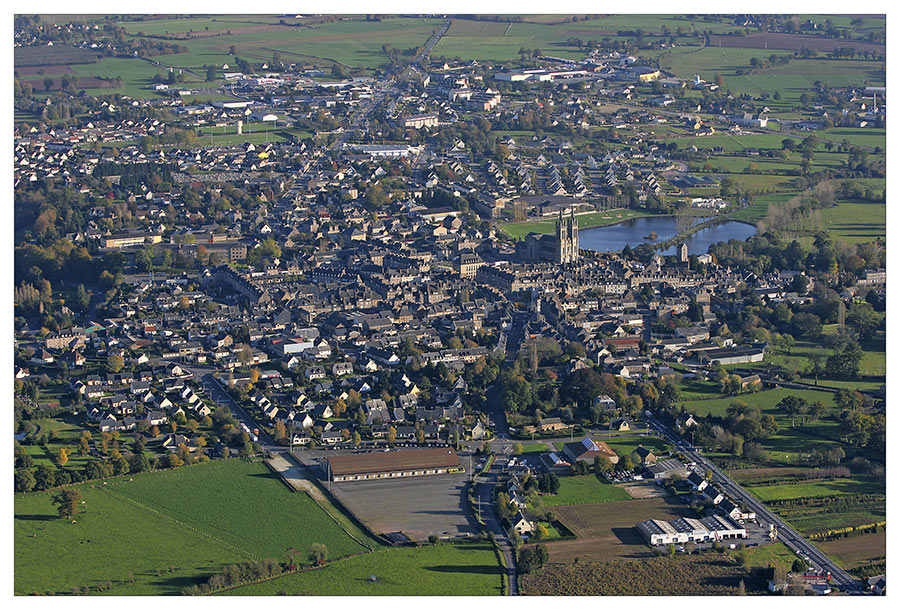
航拍圣伊莱尔迪阿库埃市区

圣伊莱尔迪阿库埃位于法国西北部，诺曼底大区西南部和芒什省南部，距离省会圣洛大约71公里。与圣伊莱尔迪阿库埃接壤的市镇包括：格朗帕里尼、阿姆兰、伊西尼勒比阿、圣洛朗德泰尔加特、蒙托、圣乔治德兰唐博、拉庞蒂、莱洛日马尔希、圣布里斯德朗代勒和穆利讷。

### 地形
圣伊莱尔迪阿库埃位于诺曼底丘陵西部，境内以浅丘为主，市镇中心地势较为平坦，全境海拔在58到119米之间。

### 水文
塞吕讷河自东向西流经圣伊莱尔迪阿库埃市区北部，其右岸支流艾龙河在此与其交汇，后者为法国五大河流之一。
市区东南部有“修道院湖”（Étang du Prieuré），其附近开辟有休闲公园。

### 植被
圣伊莱尔迪阿库埃属于温带阔叶混交林区，林地多分布于河流及水域附近。
在鲜花城市的评比中，圣伊莱尔迪阿库埃被评为2星级鲜花城市。

### 气候
圣伊莱尔迪阿库埃在柯本气候分类法中属于温带海洋性气候。
圣伊莱尔迪阿库埃境内设有常年气象站，以下为该气象站的数据（其中日照数据取自圣马洛机场）：
| 圣伊莱尔迪阿库埃1981年－2019年 | 圣伊莱尔迪阿库埃1981年－2019年 | 圣伊莱尔迪阿库埃1981年－2019年 | 圣伊莱尔迪阿库埃1981年－2019年 | 圣伊莱尔迪阿库埃1981年－2019年 | 圣伊莱尔迪阿库埃1981年－2019年 | 圣伊莱尔迪阿库埃1981年－2019年 | 圣伊莱尔迪阿库埃1981年－2019年 | 圣伊莱尔迪阿库埃1981年－2019年 | 圣伊莱尔迪阿库埃1981年－2019年 | 圣伊莱尔迪阿库埃1981年－2019年 | 圣伊莱尔迪阿库埃1981年－2019年 | 圣伊莱尔迪阿库埃1981年－2019年 | 圣伊莱尔迪阿库埃1981年－2019年 |
| 月份                           | 1月                            | 2月                            | 3月                            | 4月                            | 5月                            | 6月                            | 7月                            | 8月                            | 9月                            | 10月                           | 11月                           | 12月                           | 全年                           |
| ------------------------------ | ------------------------------ | ------------------------------ | ------------------------------ | ------------------------------ | ------------------------------ | ------------------------------ | ------------------------------ | ------------------------------ | ------------------------------ | ------------------------------ | ------------------------------ | ------------------------------ | ------------------------------ |
| 历史最高温 °C（°F）            | 15.5 (59.9)                    | 17.9 (64.2)                    | 22.9 (73.2)                    | 28.2 (82.8)                    | 30.3 (86.5)                    | 35.9 (96.6)                    | 35.3 (95.5)                    | 37.2 (99.0)                    | 31.5 (88.7)                    | 28.3 (82.9)                    | 21.5 (70.7)                    | 16.8 (62.2)                    | 37.2 (99.0)                    |
| 平均高温 °C（°F）              | 8.2 (46.8)                     | 9.6 (49.3)                     | 12.2 (54.0)                    | 14.9 (58.8)                    | 18.7 (65.7)                    | 21.9 (71.4)                    | 23.4 (74.1)                    | 23.5 (74.3)                    | 20.6 (69.1)                    | 16.4 (61.5)                    | 11.7 (53.1)                    | 8.2 (46.8)                     | 15.8 (60.4)                    |
| 日均气温 °C（°F）              | 5.4 (41.7)                     | 6 (43)                         | 7.9 (46.2)                     | 10.1 (50.2)                    | 13.6 (56.5)                    | 16.6 (61.9)                    | 18.1 (64.6)                    | 18 (64)                        | 15.2 (59.4)                    | 12.1 (53.8)                    | 8.2 (46.8)                     | 5.2 (41.4)                     | 11.4 (52.5)                    |
| 平均低温 °C（°F）              | 2.5 (36.5)                     | 2.5 (36.5)                     | 3.6 (38.5)                     | 5.2 (41.4)                     | 8.6 (47.5)                     | 11.2 (52.2)                    | 12.8 (55.0)                    | 12.6 (54.7)                    | 9.7 (49.5)                     | 7.9 (46.2)                     | 4.8 (40.6)                     | 2.2 (36.0)                     | 7 (45)                         |
| 历史最低温 °C（°F）            | −12 (10)                       | −11.7 (10.9)                   | −7.1 (19.2)                    | −4.5 (23.9)                    | −1 (30)                        | 2.5 (36.5)                     | 4.8 (40.6)                     | 3 (37)                         | 0.8 (33.4)                     | −5.5 (22.1)                    | −7.5 (18.5)                    | −11.4 (11.5)                   | −12 (10)                       |
| 平均降水量 mm（）              | 89.1 (3.51)                    | 73.4 (2.89)                    | 67.8 (2.67)                    | 66.8 (2.63)                    | 75.2 (2.96)                    | 54.5 (2.15)                    | 66.7 (2.63)                    | 62.6 (2.46)                    | 78.7 (3.10)                    | 99.3 (3.91)                    | 106.2 (4.18)                   | 106.9 (4.21)                   | 947.2 (37.29)                  |
| 月均日照時數                   | 69.5                           | 84.3                           | 127.5                          | 164.1                          | 188.4                          | 206.4                          | 206.4                          | 198.6                          | 167.1                          | 112.6                          | 77.8                           | 64                             | 1,666.7                        |
| 来源：infoclimat.fr            |                                |                                |                                |                                |                                |                                |                                |                                |                                |                                |                                |                                |                                |

## 行政区划
圣伊莱尔迪阿库埃是法国诺曼底大区芒什省的一个市镇，编号为50484。圣伊莱尔迪阿库埃隶属于阿夫朗什区和芒什省第二选区，管理圣伊莱尔迪阿库埃县，同时也是圣米歇尔山诺曼底城市圈公共社区的办公驻地。
法国国家统计与经济研究所（简称）在进行数据统计时，将圣伊莱尔迪阿库埃及相邻的格朗帕里尼设为圣伊莱尔迪阿库埃城市核心区，并将包括核心区在内的周边多个市镇划为圣伊莱尔迪阿库埃城市区。自2020年起，圣伊莱尔迪阿库埃城市区被包含8个市镇的圣伊莱尔迪阿库埃城市辐射区代替。此外，还将圣伊莱尔迪阿库埃市镇整体看作一个“块区”（IRIS），以便于统计人口分布情况。

## 交通

### 公路
多条芒什省省道在圣伊莱尔迪阿库埃境内交汇，诺曼底大区下属的城际客运提供巴士线路，可前往周边部分市镇。
| 4 | 61 |

| 32 | 22 |

| 38 （卡昂方向） | 38 |

| 圣洛 | 71 |

| 库唐斯 | 69 |

| 格朗维尔 | 55 |

| 阿夫朗什 | 25 |

| 雷恩 | 80 |

| 富热尔 | 28 |

| 戈龙 | 32 |

| 埃尔内 | 36 |

| 阿朗松 | 103 |

| 拉瓦勒 | 69 |

| 维尔诺曼底 | 40 |

| Villedieu-les-P.-R. | 36 |

2018年，67.4%的圣伊莱尔迪阿库埃家庭拥有至少一辆私人汽车。2019年，圣伊莱尔迪阿库埃境内共发生各类交通事故2起，造成2人受伤。

### 铁路

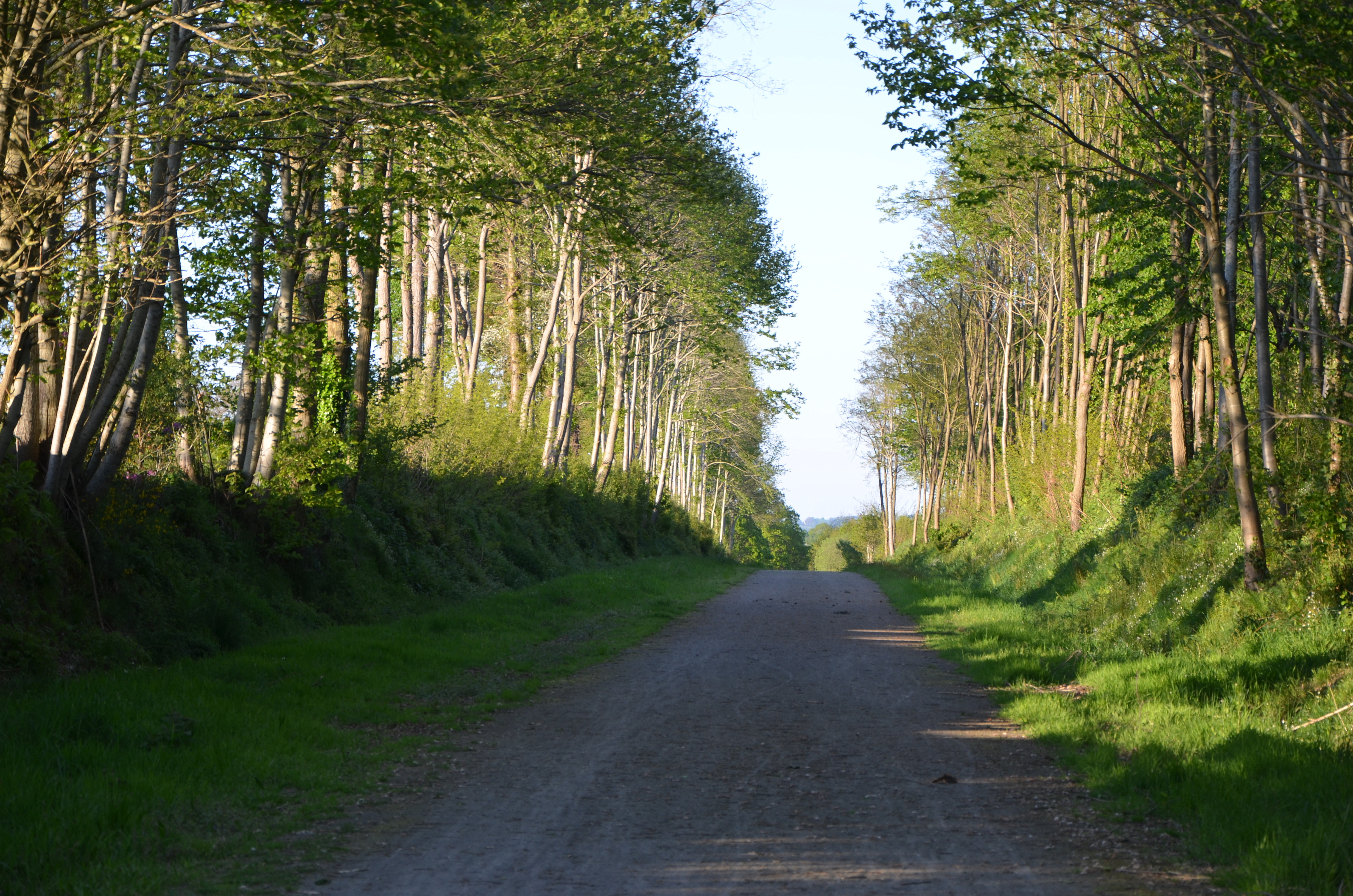
废弃铁路改造而来的步行绿道

途径圣伊莱尔迪阿库埃的栋弗龙－蓬托博和圣伊莱尔迪阿库埃－富热尔两条铁路均已废弃。
距离圣伊莱尔迪阿库埃最近的运营中的客运铁路车站为29公里外的阿夫朗什站，该站停靠往返于格朗维尔和雷恩一线的区域列车。

### 航空
距离圣伊莱尔迪阿库埃最近的民用航空站为雷恩机场，距离圣伊莱尔迪阿库埃市中心的公路里程约85公里。

### 城市公共交通
截至2022年3月，圣伊莱尔迪阿库埃暂无城市公共交通系统。

## 政治

### 市政内阁

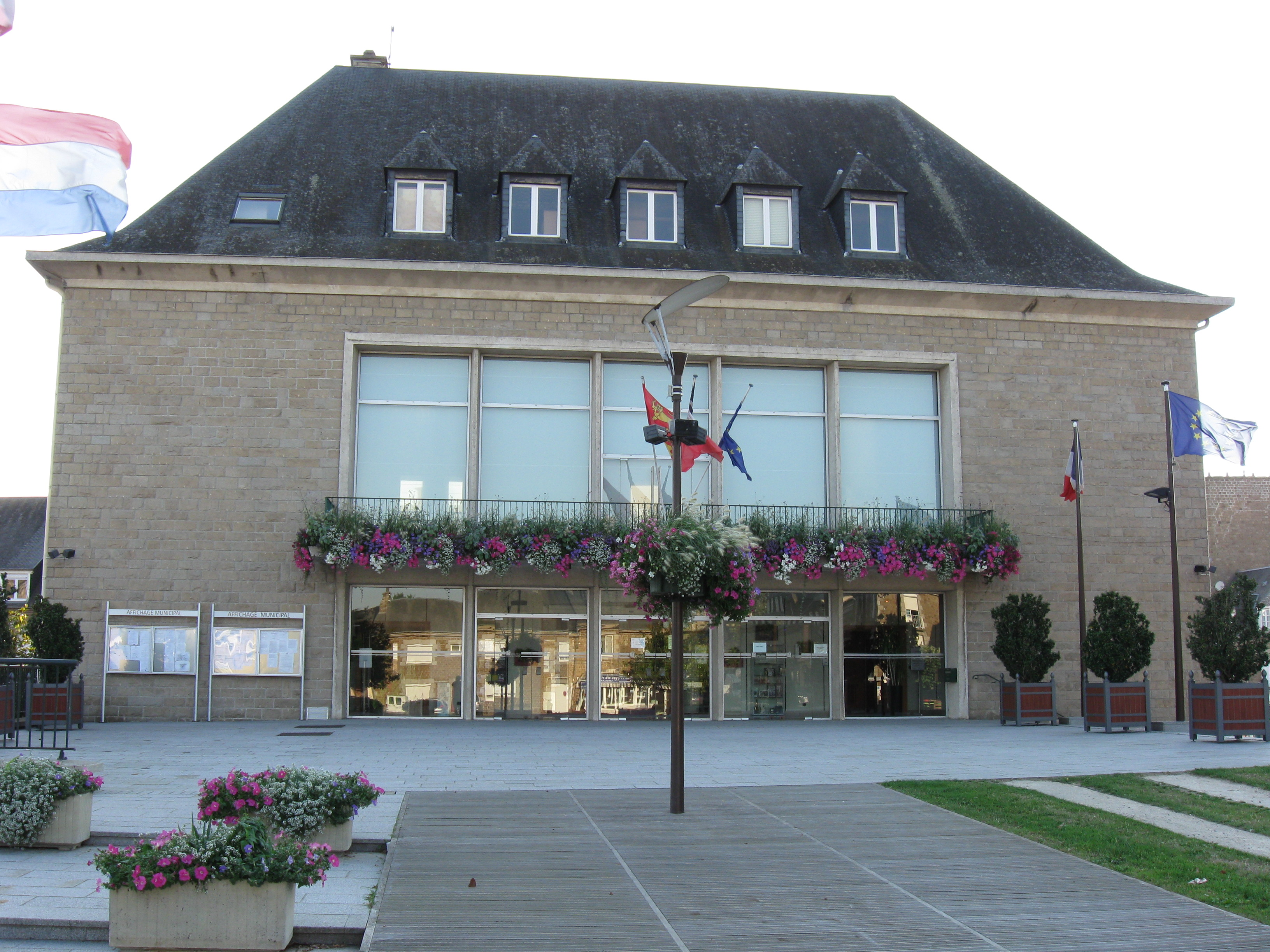
圣伊莱尔迪阿库埃市政厅

圣伊莱尔迪阿库埃的现任市长为雅基·布韦先生（Jacky Bouvet），他是一名右翼无党派人士，在2020年的市政选举中获得了53.32%的支持率。
| 圣伊莱尔迪阿库埃历届市长 | 圣伊莱尔迪阿库埃历届市长     | 圣伊莱尔迪阿库埃历届市长                            |
| 任期                     | 市长                         | 党派                                                |
| ------------------------ | ---------------------------- | --------------------------------------------------- |
| 1944年－1959年           | Daniel Cuche 达尼埃尔·屈什   | DVG左翼无党派人士 →DVD右翼无党派人士                |
| 1959年－1962年           | Claude Cheval 克洛德·舍瓦尔  | 不详                                                |
| 1962年－1983年           | Paul Guinebault 保罗·吉纳博  | DVD右翼无党派人士 →UDF法国民主联盟 →RPR保衛共和聯盟 |
| 1983年－2008年           | Michel Ganné 米歇尔·加内     | UDF法国民主联盟 →UMP人民运动联盟                    |
| 2008年－2020年           | Gilbert Badiou 吉尔贝·巴迪乌 | 無黨籍                                              |
| 2020年－                 | Jacky Bouvet 雅基·布韦       | DVD右翼无党派人士                                   |

### 各级选举
| 圣伊莱尔迪阿库埃历届投票选举结果 | 圣伊莱尔迪阿库埃历届投票选举结果 | 圣伊莱尔迪阿库埃历届投票选举结果 | 圣伊莱尔迪阿库埃历届投票选举结果 | 圣伊莱尔迪阿库埃历届投票选举结果 | 圣伊莱尔迪阿库埃历届投票选举结果 | 圣伊莱尔迪阿库埃历届投票选举结果 | 圣伊莱尔迪阿库埃历届投票选举结果 | 圣伊莱尔迪阿库埃历届投票选举结果 | 圣伊莱尔迪阿库埃历届投票选举结果 |
| 选举项目                         | 选举范围                         | 选区单位                         | 选举结果                         | 选举结果                         | 选举结果                         | 选举结果                         | 选举结果                         | 选举结果                         | 参考资料                         |
| 选举项目                         | 选举范围                         | 选区单位                         | 第一轮胜出者                     | 第一轮胜出者                     | 支持率                           | 第二轮胜出者                     | 第二轮胜出者                     | 支持率                           | 参考资料                         |
| -------------------------------- | -------------------------------- | -------------------------------- | -------------------------------- | -------------------------------- | -------------------------------- | -------------------------------- | -------------------------------- | -------------------------------- | -------------------------------- |
| 2017年法國總統選舉               | 法國                             | 市镇                             |                                  | 弗朗索瓦·菲永                    | 30.07%                           |                                  | 埃马纽埃尔·马克龙                | 69.26%                           | [ 31 ]                           |
| 2017年法国立法选举               | 芒什省第二选区                   | 市镇                             |                                  | 贝特朗·索尔                      | 42.94%                           |                                  | 贝特朗·索尔                      | 57.28%                           | [ 31 ]                           |
| 2019年欧洲议会选举               | 法國                             | 市镇                             |                                  | 纳塔莉·卢瓦索                    | 29.79%                           | （不适用）                       | （不适用）                       | （不适用）                       | [ 33 ]                           |
| 2021年法国省级选举               | 芒什省                           | 县                               |                                  | 雅基·布韦 卡丽娜·格拉赛-马约     | 49.53%                           |                                  | 雅基·布韦 卡丽娜·格拉赛-马约     | 53.22%                           | [ 34 ]                           |
| 2021年法国省级选举               | 芒什省                           | 市镇                             |                                  | 雅基·布韦 卡丽娜·格拉赛-马约     | 48.15%                           |                                  | 雅基·布韦 卡丽娜·格拉赛-马约     | 51.2%                            | [ 34 ]                           |
| 2021年法国大区选举               |                                  | 市镇                             |                                  | 埃尔韦·莫兰                      | 56.15%                           |                                  | 埃尔韦·莫兰                      | 63.05%                           | [ 35 ]                           |

## 人口
2018年，圣伊莱尔迪阿库埃市镇人口数量为5,932，在法国排名第1,836位。其中男性2,842人，女性3,090人，75岁及以上人口占16.9%，外籍人口数量为1,083人，人口密度为586人/平方公里，当地居民被称为（男性）或（女性）。2019年，圣伊莱尔迪阿库埃境内出生32人，死亡人口98人。
| 圣伊莱尔迪阿库埃1901年－2019年人口变化情况                                    |
|                                                                               |
| 圣伊莱尔迪阿库埃 (旧市镇) 、圣马丹德朗代勒、维雷之和 数据来源：Cassini、INSEE |

## 经济
圣伊莱尔迪阿库埃是一个区域性的中心城市。截止2022年3月，圣伊莱尔迪阿库埃市镇范围内共有各类用人单位（包含自雇）774家，平均历史为20年，其中98.58%为中小型企业（PME）。（大型零售）、（公路货运）及（汽车配件销售）是当地2020年营业额最高的三个企业，分别为37,777,592欧元、22,209,850欧元和17,808,170欧元。

## 财政与居民收入
2020年，圣伊莱尔迪阿库埃的财政收入总额为7,572,490欧元，财政支出总额为7,269,310欧元，当年的债务总额为7,181,230欧元。2021年，圣伊莱尔迪阿库埃共获得1,568,669欧元的国家财政补助，比上一年增加了2%。
2019年，圣伊莱尔迪阿库埃的人均月收入总额为1,945欧元，其中高级职员为3,820欧元，低于法国平均水平（4,230欧元）；中级职员为2,220欧元，低于法国平均水平（2,411欧元）；普通职员为1,637欧元，亦低于法国平均水平（1,740欧元）。
2018年，圣伊莱尔迪阿库埃境内的青壮年（15至64岁）失业率为10.7%，当地45.3%的家庭拥有纳税资格，平均纳税1,612欧元，低于法国平均水平（3,910欧元）。

## 社会事务

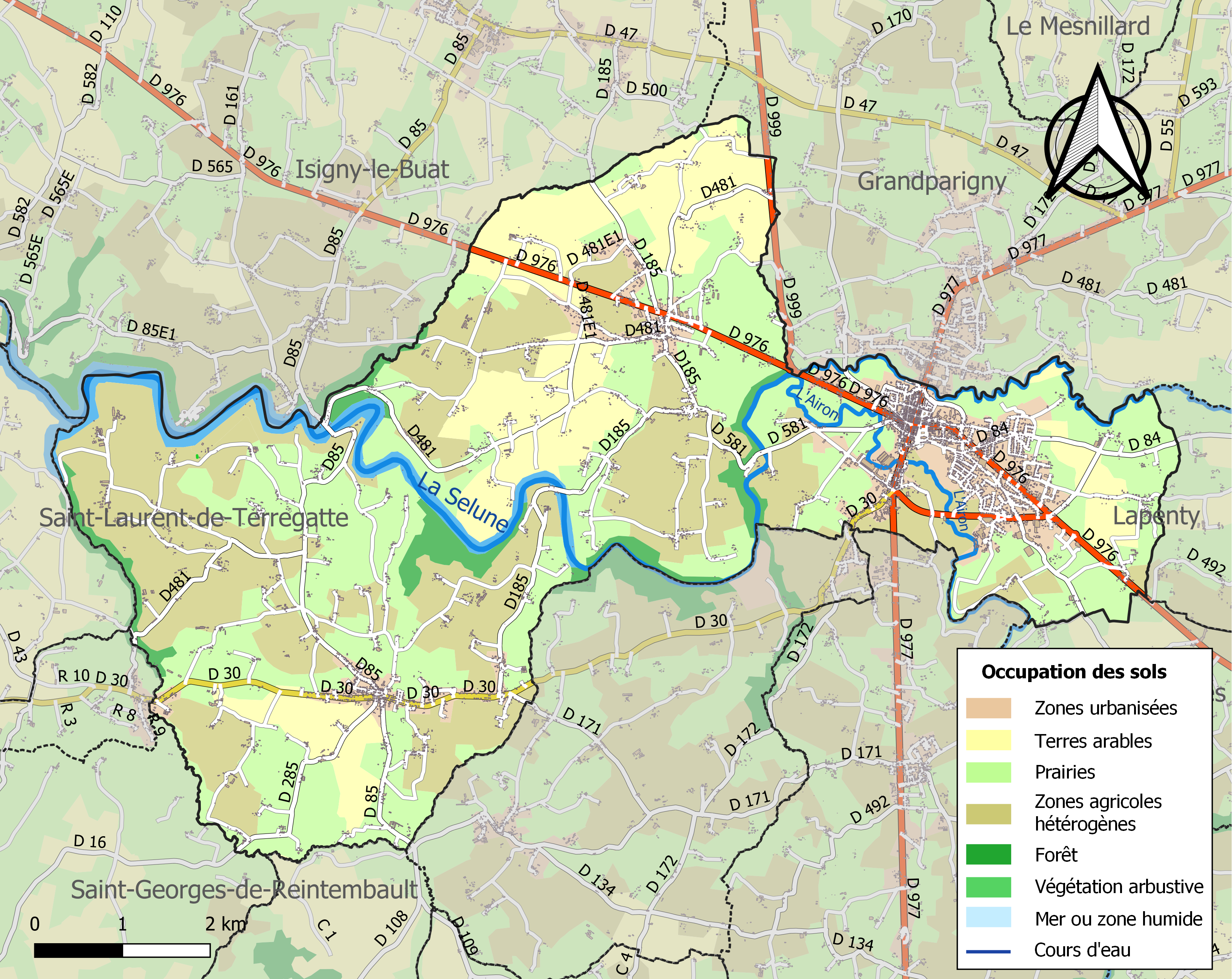
圣伊莱尔迪阿库埃土地利用情况地图

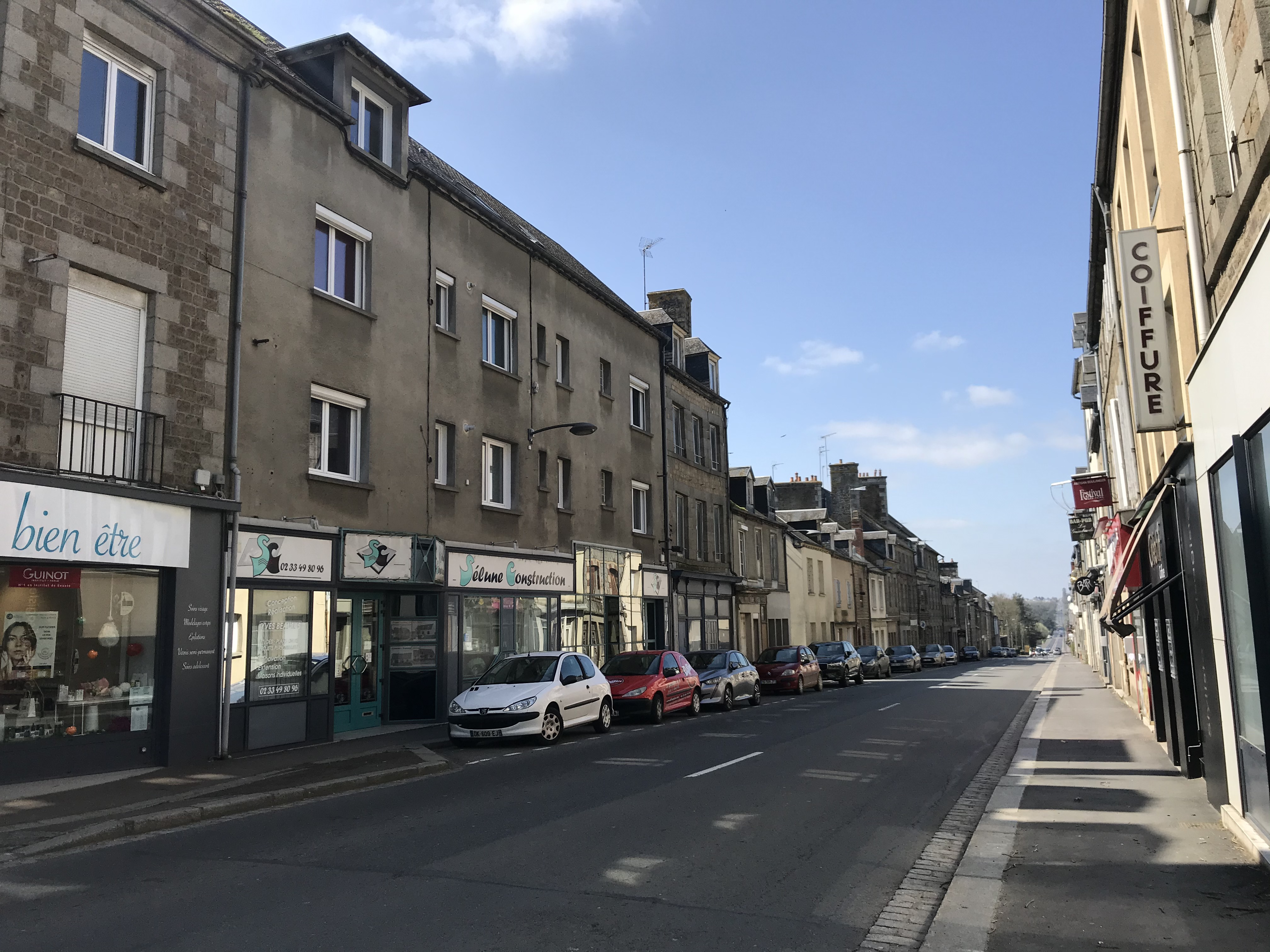
圣伊莱尔迪阿库埃镇中心的一条街道

### 教育
圣伊莱尔迪阿库埃属于诺曼底学区。截止2020年1月1日，圣伊莱尔迪阿库埃境内共有1所幼儿园、5所小学、2所初级中学、1所普通高中和1所农业高中。2018至2019学年度，圣伊莱尔迪阿库埃境内共有在校中等教育阶段学生787名。

### 医疗
截止2020年1月1日，圣伊莱尔迪阿库埃境内共有全科医生5名、保健师6名、牙医4名、护士12名和助产士2名。境内共有药房3家、养老院2家、残疾人帮扶中心4家。
圣伊莱尔迪阿库埃中心医院（Centre Hospitalier de Saint-Hilaire-du-Harcouët）是法国的一个区域性医疗机构，其主病区位于圣伊莱尔迪阿库埃市区，设有床位258个，是当地规模最大的公立综合性医院。

### 住房
2018年，圣伊莱尔迪阿库埃境内共有各类住房3,847套，其中68.5%为独立式居民区，29.5%为集中式居民区。常住房屋占圣伊莱尔迪阿库埃市镇范围内居民建筑总量的79.6%。
在住房保障政策方面，2020年，圣伊莱尔迪阿库埃境内共有640户家庭获得了住房经济补助，受益人数占总人口数量的10.8%，其中620份为房租补助。

### 商业
2019年，圣伊莱尔迪阿库埃境内共有各类实体商铺186家，其中餐厅26家、大型超市6家、杂货店3家、面包房8家、肉铺6家、书店1家、银行门店8家、美容美发店16家、汽车维修店14家。市区东部建有E.Leclerc大型购物超市。

### 体育
2020年，圣伊莱尔迪阿库埃境内共有1家游泳池、3间体育馆、1座综合体育场、2处网球场、2处马术场、4处足球或橄榄球场以及2处篮球或排球场。
截至2022年3月，圣伊莱尔-维雷-朗代勒足球俱乐部（Saint-Hilaire-Virey-Landelles，编号551516）是当地唯一的注册足球俱乐部，其主队2021至2022赛季参加诺曼底大区足球联赛丙组（法国第八级别），其主场“市政球场”（Stade Municipal）位于市区东部。

### 环境
圣伊莱尔迪阿库埃的环境事务由其所属的圣米歇尔山诺曼底城市圈公共社区负责。2019年，圣伊莱尔迪阿库埃境内暂无污染企业。

### 治安
2019年，圣伊莱尔迪阿库埃市镇范围内共有1处宪兵队。
圣伊莱尔迪阿库埃所在地是阿夫朗什国家宪兵队（zone gendarmerie d'Avranches）的管辖范围。2020年，该宪兵队辖区内共125个市镇累计发生各类案件2,483起，其中盗窃类案件1,134起，经济类案件424起，毒品交易类案件48起。

## 文化
2020年，圣伊莱尔迪阿库埃境内有1家电影院。圣伊莱尔迪阿库埃市政府提供马兰-马里多媒体中心（Médiathèque Marin Marie），每周一、二、三、五、六向公众开放。

### 建筑
圣伊莱尔迪阿库埃境内有多处历史建筑，其中圣伊莱尔迪阿库埃老教堂为法国国家文物保护单位、镇中心的圣伊莱尔教堂（Église Saint-Hilaire de Saint-Hilaire-du-Harcouët）是当地的地标性建筑物。

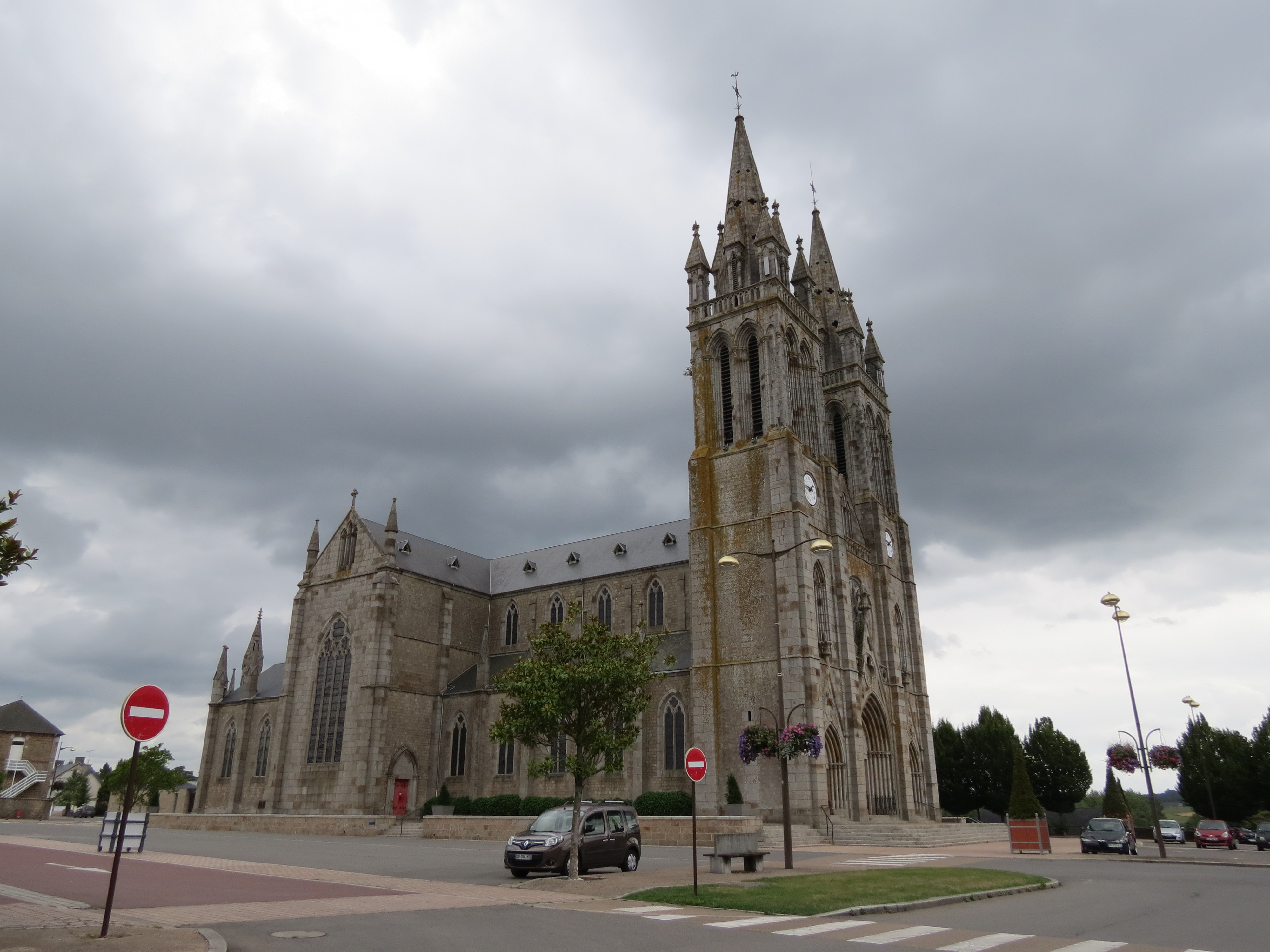
圣伊莱尔教堂
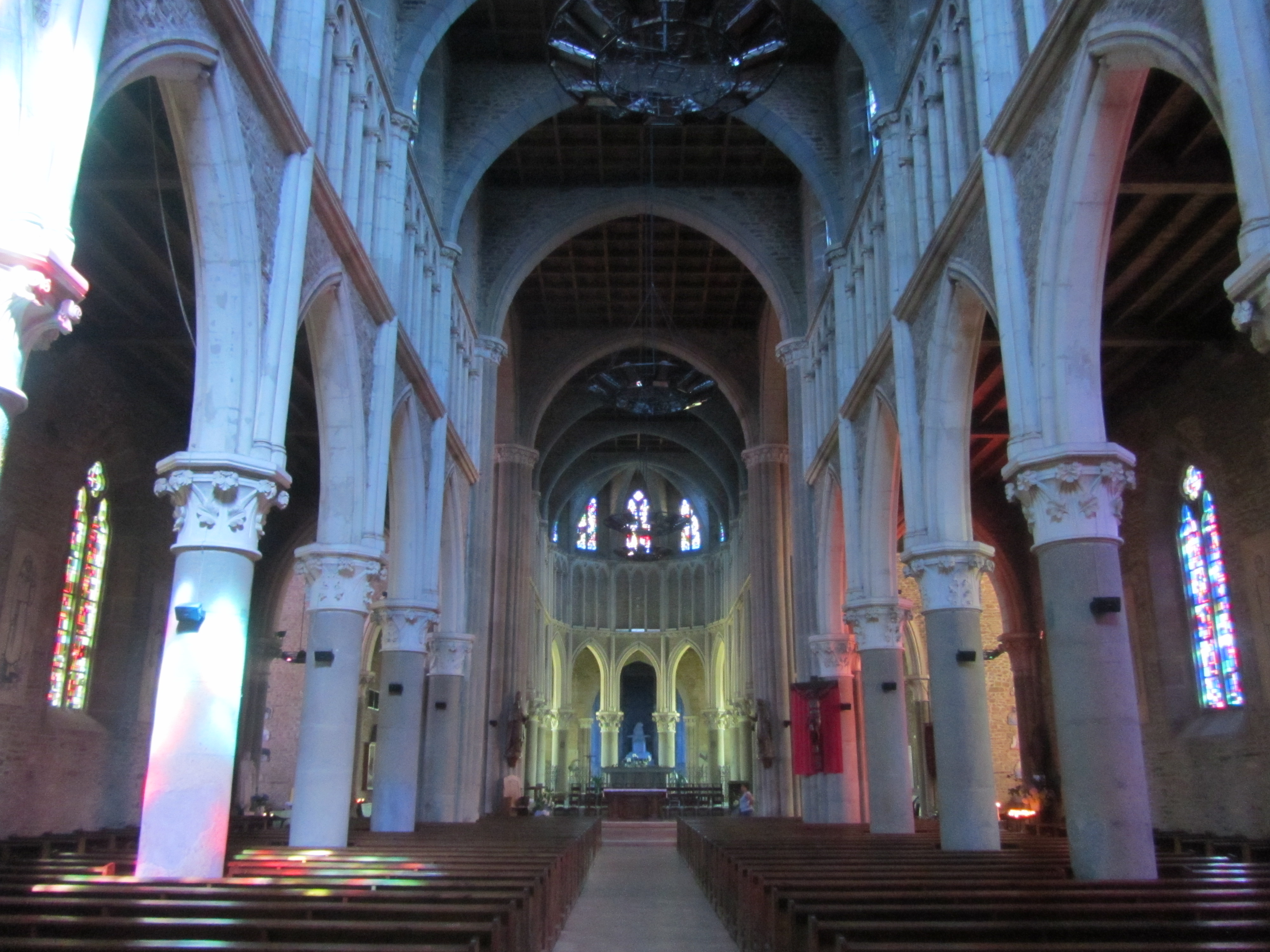
教堂大厅
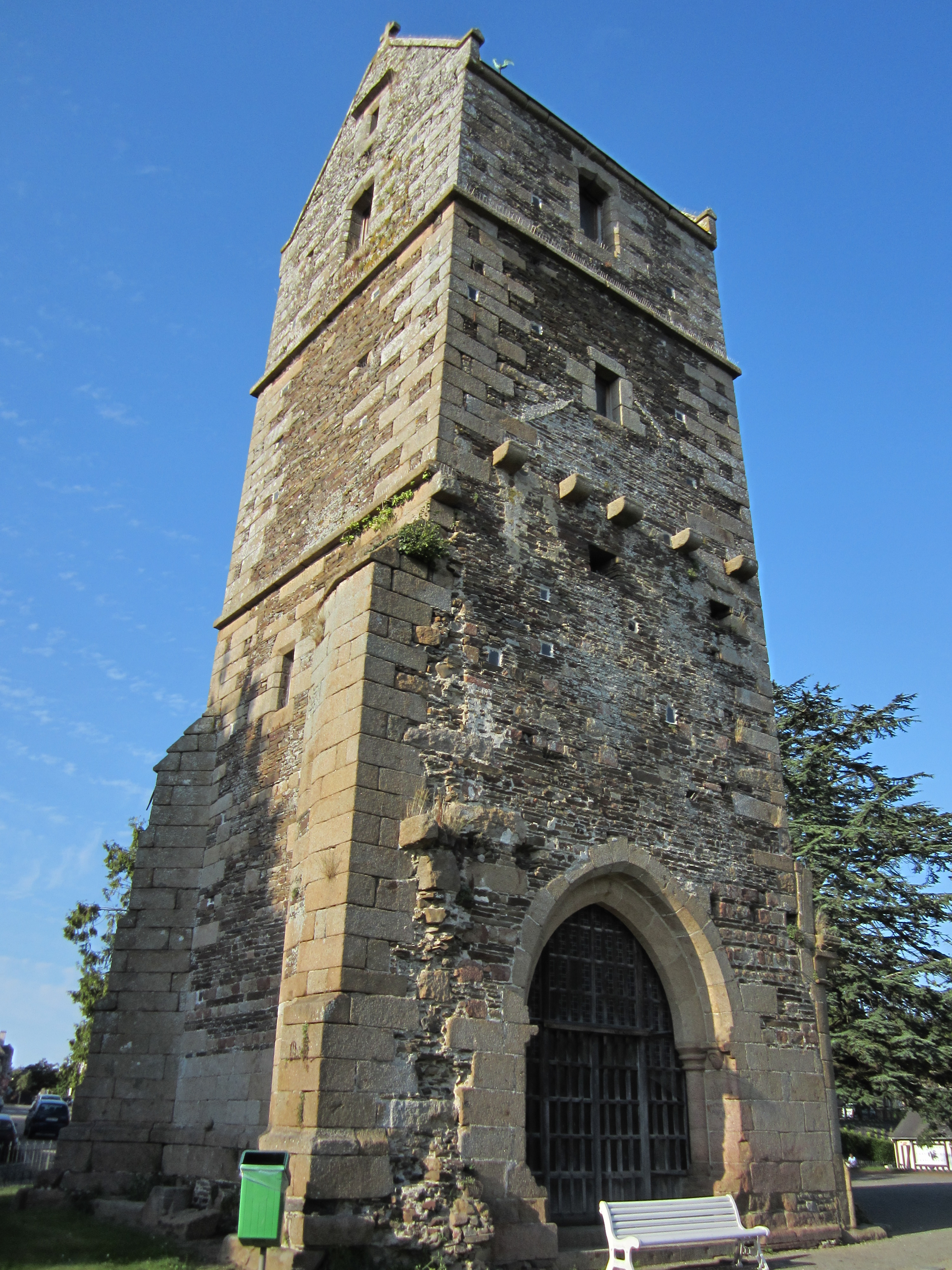
老教堂（法语：Ancienne église de Saint-Hilaire-du-Harcouët）钟楼
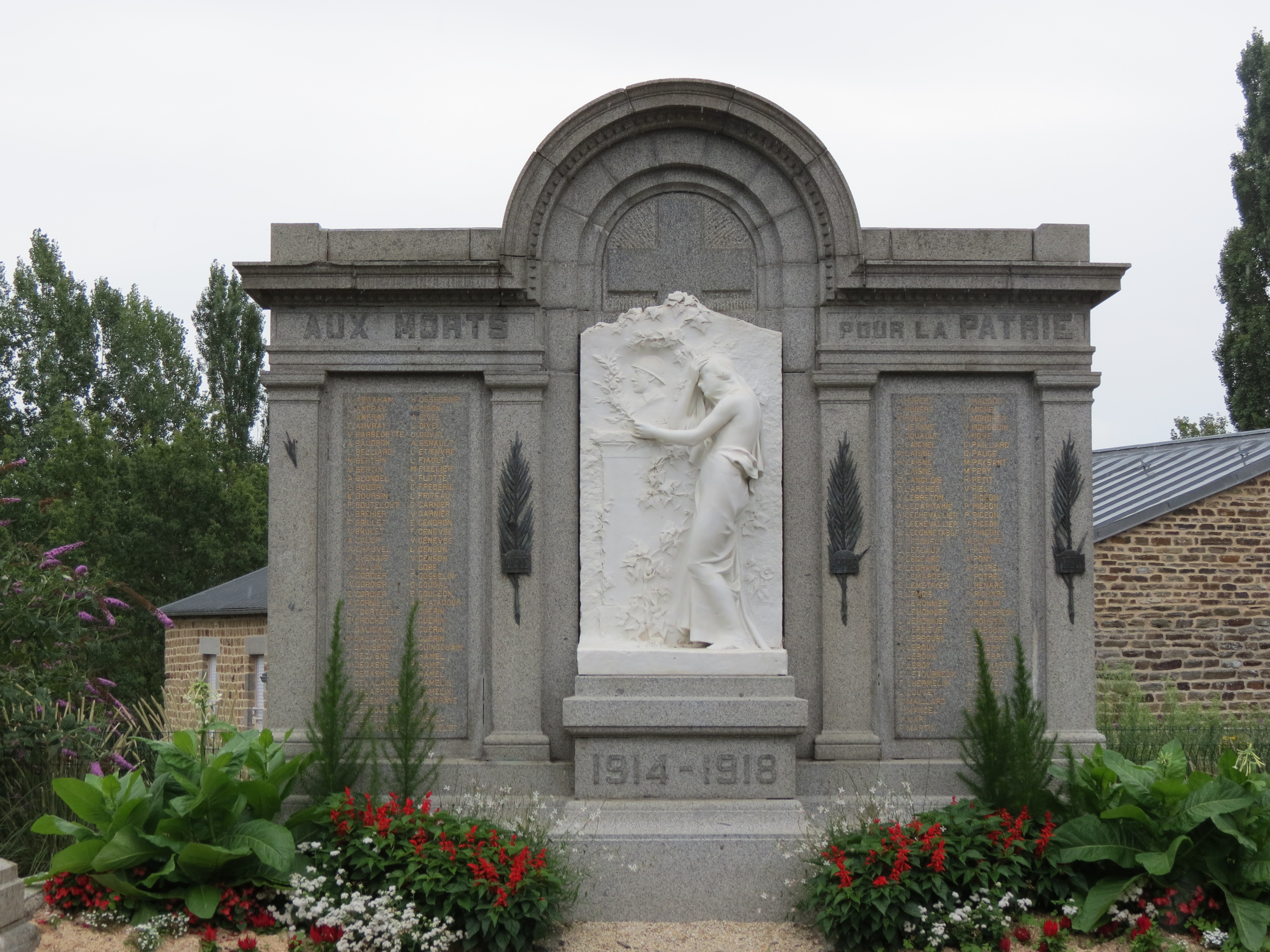
一战纪念碑
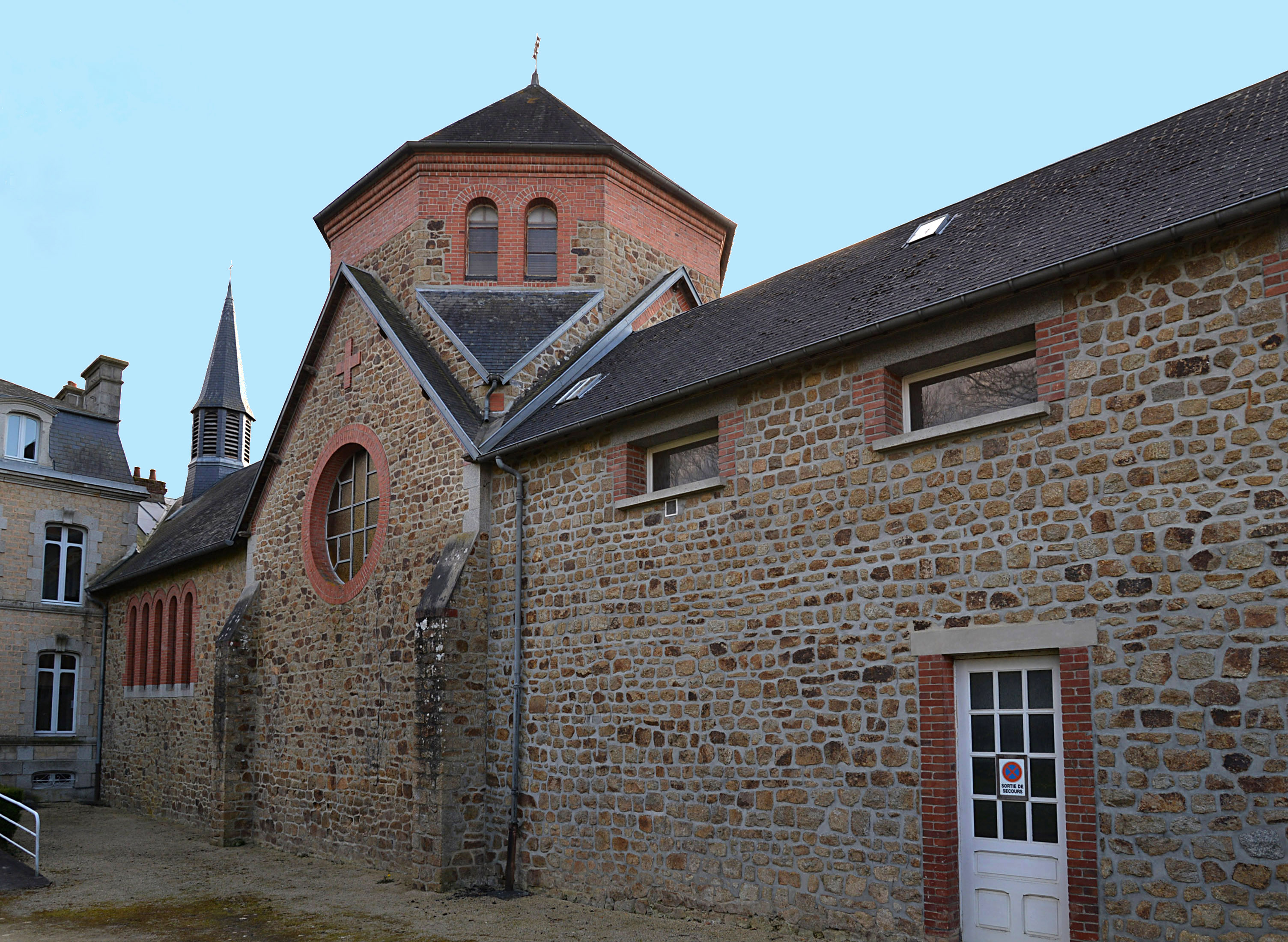
圣克莱尔小教堂
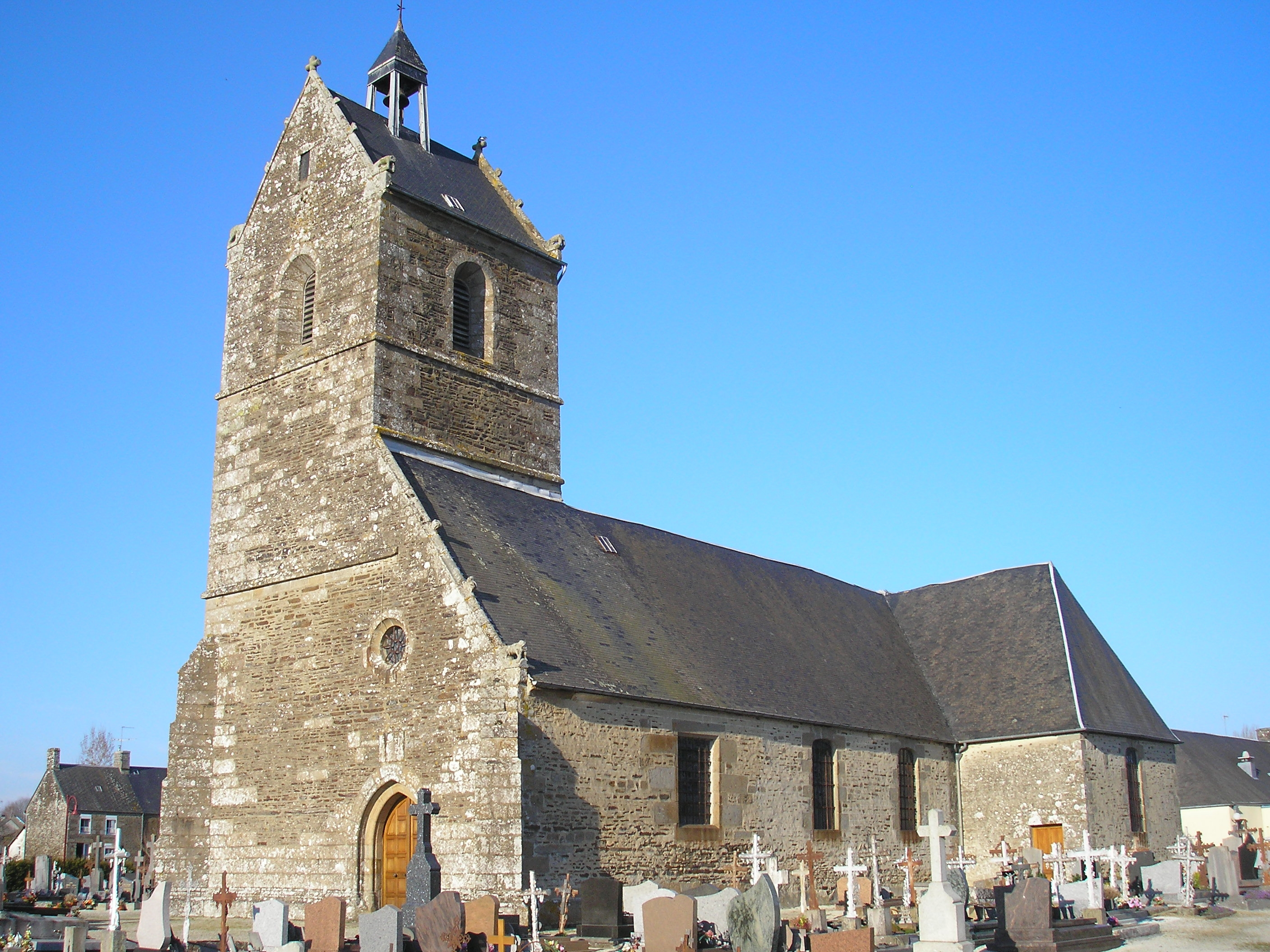
维雷教堂
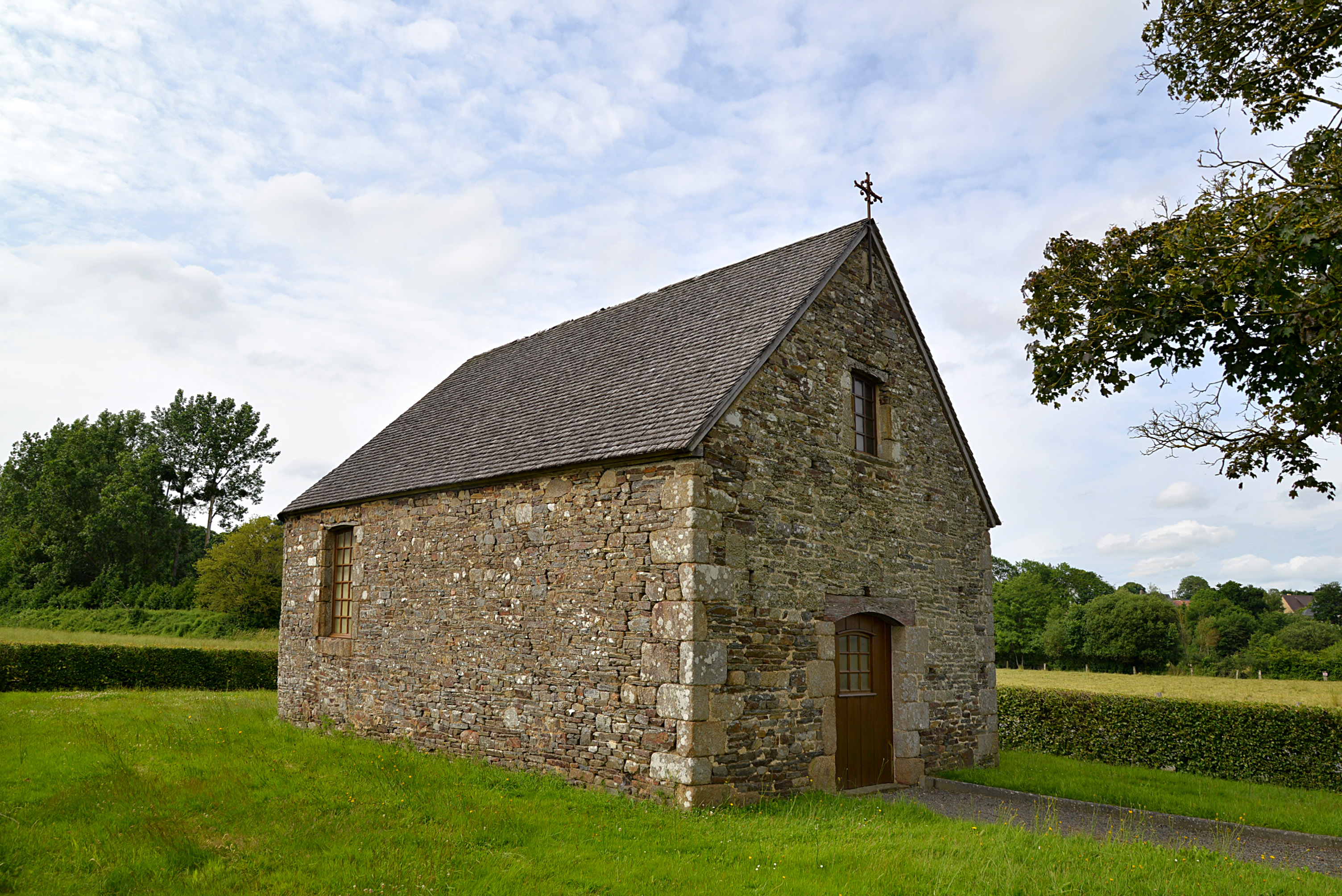
圣伊夫小教堂

### 旅游
圣伊莱尔迪阿库埃的旅游事务由其所属的圣米歇尔山诺曼底城市圈公共社区负责。2021年，圣伊莱尔迪阿库埃境内共有3家酒店共计58间房间；另有1个露营地，可容纳共70辆露营车。

### 媒体
法国主要的媒体均可在圣伊莱尔迪阿库埃接收，法国电视三台下属的诺曼底大区频道在部分时段播出圣伊莱尔迪阿库埃所属区域的地方新闻。蓝色法兰西卡昂诺曼底广播、《芒什省日报》、《芒什省自由报》等是当地主要的地方性媒体。

## 相关人物
法国政治人物帕特里克·勒马勒和自行车运动员米卡埃尔·舍雷尔出生于圣伊莱尔迪阿库埃。

## 友好城市
截至2022年3月，圣伊莱尔迪阿库埃共与两座城市互为友好城市关系：
- 荷蘭 济里克泽
- 澤西 圣彼得（英语：St Peter, Jersey）